# Кубок Европы по метаниям 2022
Кубок Европы по метаниям 2022 года прошёл 12—13 марта в Лейрии (Португалия). Соревнования принимали две арены, муниципальный стадион «Магальяйнш Песоа» и национальный центр легкоатлетических метаний. В программу турнира были включены толкание ядра, метание диска, метание молота и метание копья. Были разыграны 4 командных Кубка: среди мужчин и женщин в абсолютной возрастной категории и среди молодёжи до 23 лет (2000 года рождения и моложе).
По первоначальным планам в Лейрии должны были пройти соревнования Кубка Европы по метаниям 2020—2022 годов. Однако турнир 2020 года был отменён из-за пандемии COVID-19, а в 2021 году из-за коронавирусных ограничений в Португалии перенесён в хорватский Сплит. Кубок Европы по метаниям вернулся в Лейрию только в 2022 году, там же были запланированы два следующих розыгрыша 2023 и 2024 годов. Город принимал турнир в четвёртый раз в истории.
В соревнованиях приняли участие 307 спортсменов из 39 стран Европы (157 мужчин и 150 женщин). Каждая страна могла выставить до 2 человек в каждой дисциплине у взрослых и одного — среди молодёжи. В зачёт команды шёл лучший результат в каждом из видов метаний, переведённый в очки с помощью Международной таблицы перевода результатов World Athletics. По сумме полученных баллов определялись победители и призёры в командном зачёте Кубка.
В шестой раз подряд в турнире не принимала участие сборная России, отстранённая в ноябре 2015 года от международных соревнований в связи с допинговым скандалом. Более того, на фоне вторжения российских войск на Украину, начавшегося 24 февраля 2022 года, World Athletics и Европейская легкоатлетическая ассоциация закрыли допуск на главные международные соревнования даже для легкоатлетов, получивших нейтральный статус, а также для спортсменов из Белоруссии.
Дождь помешал спортсменам показать свои лучшие результаты в первый день Кубка. Во второй день осадки прекратились, и два итальянца, Зейн Вейр и Ник Понцио, превзошли рекорд соревнований в толкании ядра (21,32 м). Сильнейшим из них стал Вейр с лучшим результатом в карьере 21,99 м.

## Результаты

### Индивидуальное первенство
| Дисциплина                   | Золото                       | Золото  | Серебро                      | Серебро | Бронза                          | Бронза  |
| ---------------------------- | ---------------------------- | ------- | ---------------------------- | ------- | ------------------------------- | ------- |
| Мужчины                      |                              |         |                              |         |                                 |         |
| Толкание ядра                | Зейн Вейр Италия             | 21,99 м | Ник Понцио Италия            | 21,83 м | Маркус Томсен Норвегия          | 20,63 м |
| Метание диска                | Кристьян Чех Словения        | 66,11 м | Даниэль Столь Швеция         | 65,95 м | Симон Петтерссон Швеция         | 63,80 м |
| Метание молота               | Бенце Халас Венгрия          | 76,69 м | Хавьер Сьенфуэгос Испания    | 75,59 м | Рагнар Карлссон Швеция          | 75,26 м |
| Метание копья                | Александру Новак Румыния     | 80,49 м | Патрик Гайлумс Латвия        | 79,49 м | Роберто Орландо Италия          | 78,19 м |
| Мужчины (молодёжь до 23 лет) |                              |         |                              |         |                                 |         |
| Толкание ядра                | Алперен Карахан Турция       | 19,81 м | Мухамет Рамадани Косово      | 18,60 м | Маттейс Молс Нидерланды         | 18,56 м |
| Метание диска                | Мартинас Алекна Литва        | 58,09 м | Осман Кул Турция             | 55,61 м | Рубен Рольвинк Нидерланды       | 55,20 м |
| Метание молота               | Михаил Кохан Украина         | 74,59 м | Мерлин Хуммель Германия      | 71,73 м | Джорджо Оливьери Италия         | 70,84 м |
| Метание копья                | Теураитераи Тупайя Франция   | 77,21 м | Леандру Рамуш Португалия     | 76,48 м | Дьёрдь Херцег Венгрия           | 74,87 м |
| Женщины                      |                              |         |                              |         |                                 |         |
| Толкание ядра                | Ориоль Донгмо Португалия     | 19,68 м | Джессика Схилдер Нидерланды  | 18,89 м | Фанни Роос Швеция               | 18,64 м |
| Метание диска                | Дейзи Осаку Италия           | 61,56 м | Лиза Педерсен Дания          | 61,23 м | Лилиана Са Португалия           | 60,74 м |
| Метание молота               | Александра Тавернье Франция  | 70,13 м | Лаура Редондо Испания        | 69,72 м | Сара Фантини Италия             | 69,60 м |
| Метание копья                | Лина Музе Латвия             | 58,12 м | Виктория Хадсон Австрия      | 57,64 м | Мария Вученович Сербия          | 57,26 м |
| Женщины (молодёжь до 23 лет) |                              |         |                              |         |                                 |         |
| Толкание ядра                | Пынар Акйол Турция           | 16,30 м | Аманда Нганду-Нтумба Франция | 15,93 м | Юле Штойер Германия             | 15,81 м |
| Метание диска                | Аманда Нганду-Нтумба Франция | 55,38 м | Алида ван Дален Нидерланды   | 55,02 м | Антония Кинцель Германия        | 54,74 м |
| Метание молота               | Ева Ружаньская Польша        | 67,24 м | Шарлотт Пейн Великобритания  | 66,72 м | Элизабет Рунарсдоуттир Исландия | 64,20 м |
| Метание копья                | Адриана Вилагош Сербия       | 60,72 м | Кайя Петтерсен Норвегия      | 58,44 м | Юлия Валтанен Финляндия         | 54,10 м |

### Командное первенство
Женская сборная Великобритании впервые стала победителем командного зачёта.
| Место | Команда    | Очки |
| ----- | ---------- | ---- |
| 1     | Италия     | 4360 |
| 2     | Польша     | 4265 |
| 3     | Румыния    | 4250 |
| 4     | Португалия | 4033 |

| Место | Команда        | Очки |
| ----- | -------------- | ---- |
| 1     | Великобритания | 3982 |
| 2     | Италия         | 3973 |
| 3     | Венгрия        | 3878 |
| 4     | Польша         | 3818 |
| 5     | Греция         | 3817 |
| 6     | Эстония        | 3240 |

| Место | Команда  | Очки |
| ----- | -------- | ---- |
| 1     | Германия | 4042 |
| 2     | Италия   | 3974 |
| 3     | Турция   | 3869 |
| 4     | Венгрия  | 3852 |
| 5     | Польша   | 3693 |

| Место | Команда | Очки |
| ----- | ------- | ---- |
| 1     | Турция  | 3744 |
| 2     | Италия  | 3743 |
| 3     | Польша  | 3634 |
| 4     | Греция  | 3563 |